# Hervormde kerk (Dussen)

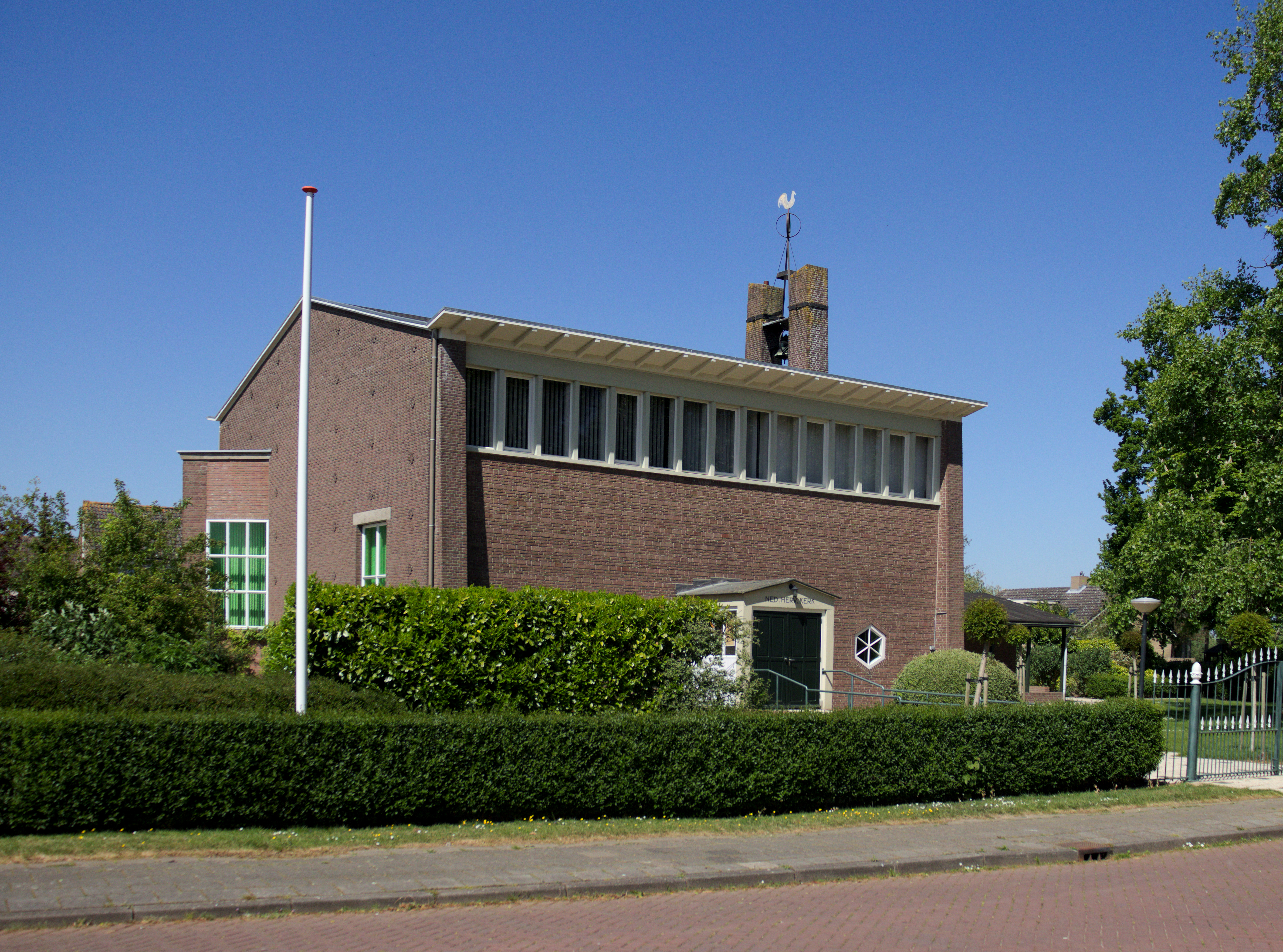
Hervormde kerk

De Hervormde kerk is een hervormd kerkgebouw in de tot de Noord-Brabantse gemeente Altena behorende plaats Dussen, gelegen aan de Zuideveldlaan 10.

## Geschiedenis
Oorspronkelijk was er de katholieke kerk van Muilkerk gelegen nabij het huidige Binnen 20. De kerk werd in 1421 verwoest door de Sint-Elisabethsvloed en daarna op de fundamenten, die uit omstreeks 1275 stammen, herbouwd.
In 1610 kwam er voor het eerst een predikant in deze kerk. In 1732 werd de kerk gerenoveerd waarna een tweebeukig kerkgebouw ontstond. In 1809 stortte, tijdens een watersnoodramp, de toren in. In 1852 werd de toren herbouwd.
Tijdens de Tweede Wereldoorlog werd de kerk verwoest en in 1947 werd hij afgebroken.
Een nieuwe kerk, meer centraal gelegen, kwam in 1952 gereed. In de tussentijd konden de hervormden gebruik maken van het Christelijk Gereformeerde kerkje (Eben Haëzer) aan de Muilkerk.

## Gebouw
De nieuwe kerk werd ontworpen door Herman Knijtijzer. Het is een voorbeeld van Wederopbouwarchitectuur. Het is een voornamelijk bakstenen gebouw op rechthoekige plattegrond onder een vlak zadeldak, waarop zich een bakstenen torentje bevindt.
De kerkelijke gemeente Dussen-Hank is Hervormd, vanaf 2004 Protestants, met de signatuur van de Gereformeerde Bond in de Protestantse Kerk in Nederland.